# Stadio Centrale (Krasnojarsk)
Lo stadio centrale (in russo Центральный стадион?, Central'nyj stadion), noto anche semplicemente come Central'nyj (in russo Центральный?) oppure Central'nyj stadion Krasnojarskogo učilišča olimpijskogo rezerva (in russo Центральный стадион Красноярского училища олимпийского резерва?), è uno stadio  di calcio sito ad Krasnojarsk.
Ospita le partite casalinghe dell'Enisej e qualche partita della nazionale di rugby.

## Eventi
Il 17 febbraio 2012, presso il Central Stadium, si è tenuta una partita di hockey su ghiaccio all'aperto chiamata Russian Classic tra Sokol Krasnoyarsk e Lokomotiv Yaroslavl', che giocano nella  Vysšaja Chokkejnaja Liga.